# Ernest Sabatier
Pour les articles homonymes, voir Sabatier.
Ernest Sabatier, né le 24 mai 1886 à Chassignoles et mort le 13 février 1965, est un missionnaire catholique de la congrégation des Missionnaires du Sacré-Cœur de Jésus, connu pour avoir étudié le gilbertin dans les anciennes îles Gilbert (actuellement les Kiribati).

## Biographie
Éduqué par les pères jésuites à Valence dans la Drôme, il fit ses études de théologie à l'université de Fribourg en Suisse.
Ordonné par l'évêque de Lausanne le 14 juillet 1912, il partit pour les îles Gilbert en 1913 où il se voit confier la cure d'Abemama. Il est fait membre de l'ordre de l'Empire britannique notamment pour ses travaux linguistiques et son Dictionnaire gilbertin-français de 1952-1954 (traduit par la suite en anglais).
En 1930, il reçoit le prix Archon-Despérouses.
Il meurt aux Gilbert en 1965